# 斬魔大聖デモンベイン
『斬魔大聖デモンベイン』（ざんまたいせいデモンベイン）（「斬」の文字は斬の下部に天と表記）は、2003年4月25日にニトロプラスより発売された18禁PCゲーム。2004年7月1日には角川書店より『斬魔大聖』でのモノローグでの表現および一部キャラクターの台詞を一部変更・追加・カットおよびイラストの修正を行い、新イラストやムービー・ギャラリーモードが追加されたPlayStation 2（以下、PS2）版『機神咆吼デモンベイン』（きしんほうこうデモンベイン）も発売され（2006年4月26日にはPS2版の廉価版ソフト『KADOKAWA THE Best』が発売され、発売15周年の2019年4月26日にはWindows移植版が発売）、2006年にはWOWOW（ノンスクランブル枠）でテレビアニメ版も放送された。本項ではゲームを原作としたアニメ・小説等についても扱う。
「荒唐無稽スーパーロボットADV」と銘打たれ、巨大ロボットはもちろん、変身ヒーローやクトゥルー神話を題材にしたモンスターが戦うヒロイックサーガである。
2006年には後日譚を描いたノベルゲーム&3Dロボットアクションゲーム『機神飛翔デモンベイン』も発売された（15歳以上推奨）。そちらの詳細は当該項目を参照。

## ストーリー
科学と魔導技術によって繁栄の極みにある都市アーカムシティに住む私立探偵・大十字九郎（だいじゅうじ くろう）は、ある日、アーカムシティを実質的に支配する覇道財閥より魔導書の探索を依頼される。その探索のさなか、アーカムシティの暗部に潜む秘密結社ブラックロッジと、意思をもつ魔導書との抗争に巻き込まれた九郎は、その魔導書の精霊アル・アジフと契約してしまう。さらには、覇道財閥の所有する巨大ロボット・デモンベインに乗り込み、ブラックロッジと死闘を演じることになる。

## 登場キャラクター
担当声優は全年齢作品 / 18禁版『斬魔大聖』版の名義順に表記。1人のみの記載は全年齢作品でのキャスト。

### 大十字探偵事務所
大十字 九郎（だいじゅうじ くろう）
声 - 伊藤健太郎 / ヘルシー太郎
アーカムシティに住む三流私立探偵で本作の主人公。一人称は「俺」。過去にミスカトニック大学で魔術を学んでいた経緯をもつが、ある出来事がきっかけで大学を中退、魔術を忌避するようになった。その経歴に目をつけられ覇道財閥より力ある魔導書の捜索を依頼される。その中で状況に流されるまま魔導書「アル・アジフ」と契約してしまい、デモンベインを駆ってブラックロッジと戦うことになる。
始めは乗り気ではなかったが、マスターテリオンの残虐性などを目の当たりしてブラックロッジと戦うことを決意。アルに戦い方を学びながらマスターテリオンやアンチクロス等といった魔術師達との戦いを繰り広げ、彼自身も成長してゆく。アルの断片を集める際にデモンベインを使うことが多くなり、それに見かねた瑠璃から正式に覇道財閥の依頼として受けることになる。
三流私立探偵ゆえに滅多に依頼が来ず、ゲテモノを食って生き延びたり、飲まず食わず生活して最終的にシスターのライカに養ってもらっている。そのため、覇道財閥から依頼を受けた際には本気で涙を流していた。基本的にはお人好しではあるが、本当に許せない相手を目の前にしたときは心底から怒りを露にする熱い魂を持っている。また、女装が非常に似合う（移植版の追加イラストのみ）。
戦闘時はアルによって「マギウス・スタイル」と呼ばれる超人形態に変身し、アンチクロスとの戦闘やデモンベインの操縦に臨む。この際には長髪となり、体にフィットしたボディスーツを纏う（この時は真っ白な肌と黒い装束、片目が真っ赤に染まるという出で立ちになる。アニメ版では原作と異なり、終盤のマギウス・スタイルが旧神に似通った容姿に変化する）。また、アルの断片を利用して魔術を利用したりなど様々な戦い方を行う。
あるエンディングではアルと共に最も新しき神「旧神」となる。
アニメ版ドラマCDのVol.2に収録されているおまけドラマ『PLEASE TEACHER! 私立ミスカトニック学園デモベ組』（アニメイト限定）ではデモベ組出席番号21番の在校生（高校生）として登場している。また、通常版のおまけドラマ「GO TO HEAVEN ゴー・トゥ・ヘブン」では旧神になった際に女性たち（ライカ、アリスン）を巻き込んで大暴走した。
名前の元となったのはブライアン・ラムレイ著『タイタス・クロウの事件簿』に登場する怪奇探偵、タイタス・クロウ（タイ→大、タス→足す→＋→十字、クロウ→九郎）である。
アル・アジフ
声 - 神田理江 / 朝宮咲
幼い少女の姿をしているが、正体は魔導書「ネクロノミコン」の原典「キタブ・アル・アジフ」の精霊。一人称は「妾」。ブラックロッジに追われていたところを九郎と出会い契約を結ぶ。九郎の魔術師としての素質を見抜き、九郎に魔術師としての施しを行う。
性格は傲岸不遜で瑠璃とはいわゆる犬猿の仲。基本的に世間知らずのため、人とは違う行動をとって九郎を焦らせる事が多い。だが、逆に九郎の生き様に対してツッコミを入れている場面もある。誰に対しても偉そうではあるが、彼女も基本的にはお人好しである。
九郎が「マギウス・スタイル」になった時は姿を小さくして寄り添い（この時はちびアルという名前になる）、九郎のサポートを行う。また、デモンベインを操縦する時は元の姿に戻り、魔術側で九郎のバックアップを行っている。その他、通常の状態でも一般人を吹き飛ばすほどの魔術も使うことができる。
当初はマスターテリオンとの戦いで自身を構成するページの一部を喪失していたため、本来の力を出せなかったが、九郎と共にアーカムシティに散らばったページの回収に奔走し、力を取り戻していく。
彼女のルートに於いて「C計画」によるクトゥルー召喚直後のアンチクロス6人との闘いの中で命を落とすが、自らの深層世界での葛藤の末、ナイアルラトホテップの策謀もありベルゼビュート（ティベリウス）戦の最中に復活する。トゥルーエンディングでは九郎と共に最も新しき神「旧神」となる。
アニメ版ドラマCDのVol.2に収録されているおまけドラマ『PLEASE TEACHER! 私立ミスカトニック学園デモベ組』（アニメイト限定）ではデモベ組の在校生（高校生）として登場している。また、通常版のおまけドラマ「GO TO HEAVEN ゴー・トゥ・ヘブン」では旧神になった九郎を見て激怒した。
名前はH・P・ラヴクラフトの作り出した魔導書「ネクロノミコン」の原本「アル・アジフ」より。
ダンセイニ
声 - 不定（喋る毎に変わる）
アルがベッド代わりにと事務所に連れ込んできた不定形生物。目・口と思しき感覚器官を縦一列に一個ずつ発生させた、黄色いゼリー状の塊として描かれる。「てけり・り」としか喋れないものの、アルとは意思の疎通が成立しており、性格も紳士。「毎日のエサが産地直送の肉なので食費がかさむ」のが、九郎の悩みの種。
名前はH・P・ラヴクラフトに影響を与えたアイルランド出身の幻想小説家ロード・ダンセイニから。

### 覇道財閥
覇道 瑠璃（はどう るり）
声 - 麻見順子 / 赤白杏奈
アーカムシティの権力者である覇道財閥の若き女性当主。一人称は「私（「わたくし」と呼ぶこともある）」。両親を式典の最中にブラックロッジのテロによって失い（後に発売された小説（原作ノベライズ第1巻『無垢なる刃』）にてアンチクロスの一員であるティベリウスによって凄惨な形で殺害されたことが判明している。ただし、続編の『機神飛翔』では世界がリセットされた影響で生存している）、先代当主である祖父、覇道鋼造によって育てられる。覇道鋼造から財閥とデモンベインを受け継ぎ、デモンベインを起動するのに必要な魔導書の探索を九郎に依頼する。だが、九郎が見つけてきたアルも九郎と契約しデモンベインも自分の意志とは無関係に九郎に使用されてしまい、初めはそのことを快く思っていなかったが、最終的には九郎達に強い信頼を置くようになる。
才色兼備のお嬢様であるが、ブラックロッジを倒すという強い正義感を持っている。そのため、軽い気持ちで動かしているように見えた九郎達に対して強い批判をしたこともある。最初に会ったときからアルのことは快く思っておらず、九郎達に信頼を置くようになってからも犬猿の仲で喧嘩になるとアルのことを「三流パルプ娘」と呼んだりする。その喧嘩の様子は九郎曰く「龍虎相打つ一大超決戦」らしい。また、酒癖が非常に悪く他人にすぐに絡むが次の日になったら綺麗に忘れて周りに迷惑を掛けることもある。
普段はドレス姿だが、戦闘になると指令服に着替え地下の司令室に赴きデモンベインをバックアップする。デモンベインの切り札である必殺技「レムリア・インパクト」の使用を認可し、術式を解凍する言霊である「ナアカル・コード」を送信するのも彼女が行っている。
彼女のルートでは己を庇い、負傷した九郎に代わって一時的にアル・アジフと契約した。「マギウス・スタイル」は彼女の司令服を黒塗りしたような姿になっており、アルにアドバイスを受けながらアンチクロスと戦うことになる（アニメ版および漫画版では辿るルートが違うため再現されていない）。
アニメ版ドラマCDのVol.1ではウィンフィールドと共に登場しているが、原作ゲームミニドラマCDのvolume-1からvolume-3およびアニメ版ドラマCDのVol.2では登場していない。また、アニメ版ドラマCDのVol.2通常版のおまけドラマ「GO TO HEAVEN ゴー・トゥ・ヘブン」ではチアキ、ソーニャ、マコト、比呂乃と共に旧神になった九郎に呼ばれずに済んだ。
『スーパーロボット大戦UX』で参戦した際には、戦術指揮の影響もあってか原作ゲームおよびアニメ版では実現できなかった最終決戦に同行している（そのため、ナアカル・コードの解除キーを渡す展開が存在しない）。
ウィンフィールド
声 - 子安武人 / 十文字隼人
瑠璃の執事で執事管理部門筆頭。一人称は「私」。冷静沈着で瑠璃の命令に絶対服従して瑠璃を補佐する。また、瑠璃の幸せのために一肌脱いだりなど面倒見もいい場面も見られる。
元々アーカムシティでも有名な荒くれ者でその頃ですらボクシングで100人を相手にしても余裕で倒せるほどだったが、覇道鋼造に簡単に負けたことからそのまま師弟関係となり、覇道財閥の執事になった。ただの人間ながらアンチクロスの一員であるティトゥスと互角の戦闘能力を持ち、瑠璃ルートでは彼と最後まで死闘を演じる事となる。
原作ゲームミニドラマCDのvolume-1からvolume-3では単独で、アニメ版ドラマCDのVol.1では瑠璃と共に登場しているが、アニメ版ドラマCDのVol.2では登場していない。
名前の由来は「戦場（フィールド）の勝者（ウィン）」でウィンフィールド。もしくはH･P･ラヴクラフトの父ウィンフィールド･スコットから。
チアキ
声 - 茂呂田かおる
瑠璃に仕えるメイドの一人。一人称は「ウチ」で、関西弁で話す明るい人物。髪型はポニーテールで眼鏡を掛けている。デモンベイン出撃時は後述のソーニャ、マコトと共に覇道財閥の基地内でオペレーターを担当し、デモンベインのサポートを行う。メイド3人の中でもチアキだけは、同時に機体の修理・整備員としての仕事も行っている。整備を担当する関係で後に同じ技術者であるドクター・ウェストと掛け合うシーンが何度かあり、「凡人眼鏡」という不名誉なあだ名を付けられる。ドクター・ウェストの技術力については、チアキが負荷を度外視した無茶な設計をしていると指摘したことから、あまり評価も信用もしていない。
また、アニメ版ドラマCDのVol.2通常版のおまけドラマ「GO TO HEAVEN ゴー・トゥ・ヘブン」では瑠璃、ソーニャ、マコト、比呂乃と共に旧神になった九郎に呼ばれずに済んだ。
ソーニャ
声 - こおろぎさとみ
瑠璃に仕えるメイドの一人。一人称は「私」。正確な年齢は公開されていないが瑠璃よりも年上と見られるメイド2人と違い、瑠璃より若いと見られる少女。平時はそうでもないが慌てやすく、大変な事態を迎えた時にはパニックに陥りがちである。明るく丁寧な話し方をし、一見すると他のメイドよりも常識人のように思えるが、覇道財閥を至上と捉え、一般人を「社会的弱者、凡夫、愚民」などと表現し、かなり見下した言動を笑顔で平然と行う面がある。
また、アニメ版ドラマCDのVol.2通常版のおまけドラマ「GO TO HEAVEN ゴー・トゥ・ヘブン」では瑠璃、チアキ、マコト、比呂乃と共に旧神になった九郎に呼ばれずに済んだ。
マコト
声 - 浅川悠
瑠璃に仕えるメイドの一人。一人称は「私」。物静かな雰囲気の女性で、抑揚を抑えて冷淡に話す。オペレーターを担当する時には異常事態が起こっても騒がずに淡々と報告しようとする。小さくて可愛い少女を好み、目にすると普段の雰囲気から一変し、息を荒らげ興奮するという傍目からして危険とも取れる性癖を持ち、気に入った少女には「たん」を付けて呼ぶ。逆に男性一般は生理的に受け付けない。
また、アニメ版ドラマCDのVol.2通常版のおまけドラマ「GO TO HEAVEN ゴー・トゥ・ヘブン」では瑠璃、チアキ、ソーニャ、比呂乃と共に旧神になった九郎に呼ばれずに済んだ。
稲田 比呂乃（いなだ ひろの）
声 - こおろぎさとみ
瑠璃に仕えるメイドの一人。一人称は「私」。丁寧語で喋る女性で、主に覇道邸におり、客にお茶やお菓子を配っている。
また、アニメ版ドラマCDのVol.2通常版のおまけドラマ「GO TO HEAVEN ゴー・トゥ・ヘブン」では瑠璃、チアキ、ソーニャ、マコトと共に旧神になった九郎に呼ばれずに済んだ。
覇道 鋼造（はどう こうぞう）
声 - 上別府仁資、矢尾一樹（青年期）
瑠璃の祖父であり、覇道財閥の先代総帥。一人称は老年期が「私」、青年期が「俺」。本編における現在の時間では故人。一代で覇道財閥という巨万の富を築き上げ、片田舎であったアーカムシティを大都市へと変えた人物。帝王学をはじめ様々な学問に精通し、ウィンフィールドからは「超人」とも評される類稀な先見の明を持つ。表社会ではその能力と財力とで死を迎えるまで世界の覇王として君臨し続け、その裏ではブラックロッジの脅威から世界を守るため、命を懸けて大導師マスターテリオンと戦い続けていた。外道の集団であるブラックロッジに同じ外道をもって対抗する手段としてデモンベインを開発し、孫の瑠璃に託す。
瑠璃ルートではその正体が時間と空間を支配するヨグ＝ソトースの門の向こうでのマスターテリオンとの最終決戦に破れた結果、過去のアリゾナの砂漠にデモンベインごと墜落した九郎であることが判明する。アルルートのトゥルーエンド以外では本物の覇道鋼造はアリゾナの砂漠で死にかけていたところをデモンベイン墜落時の衝撃に巻き込まれ、命を落としている。
アニメ版ではエンディング映像にて九郎と共に登場し、本編では第4話にて瑠璃の回想にて登場する。
覇道財閥執事総合管理部門部長
声 - ジョイまっくす
原作ミニドラマCDのvolume-01に登場。ウィンフィールドのことを執事管理部門筆頭と呼んでいる。

### 秘密結社ブラックロッジ
世界制服を目論む悪の秘密結社だが、ドクター・ウェストによると慰安旅行があったりする。しかし幹部クラスであるアンチクロスは部下である構成員は使い捨ての駒程度にしか考えていない。
名前はアレイスター・クロウリーが書いた小説『ムーンチャイルド』に敵の魔術組織として出てくるが、オカルト用語では「黒魔術結社」という意味で一般的に使われる。
マスターテリオン
声 - 緑川光 / 氷河流
ブラックロッジの大導師（グランドマスター）。一人称は基本的には「余」だが、「僕」も使用する。魔導書「ナコト写本」を所有し、鬼械神「リベル・レギス」を招喚する。背徳の獣、聖書の獣と謳われる、金髪と金色の瞳の美青年。生身でデモンベインと渡り合えるほどの驚異的な戦闘能力を持つ。その正体は、アンチクロスが1人ネロと、旧支配者ヨグ＝ソトースとの間に生まれた邪神の御子である。
アニメ版ドラマCDのVol.2に収録されている『JOAN OF ARC（？）反逆の白き天使』ではヨグ＝ソトースの門によって転移した世界である私立ミスカトニック学園の生徒会長を、同じく収録されているおまけドラマ『PLEASE TEACHER! 私立ミスカトニック学園デモベ組』（アニメイト限定）ではナレーションとして登場し、『機神飛翔』（現実の同作には対戦機能は無い）でアウグストゥスとウェスパシアヌスが戦い始めた際に「鬼械神（デウス・マキナ）ファイト、レディーゴー！」（『機動武闘伝Gガンダム』のキャラクターであるストーカーのパロディ）と叫んだ。
エセルドレーダ
声 - 神田理江 / 朝宮咲
人類誕生以前に古の種族によって書かれたという最古の魔導書「ナコト写本」の精霊。アルのように少女の姿を象る。一人称は「私」。マスターテリオンに異常なまでの忠誠を誓っている。
名前はアレイスター・クロウリーの飼っていたブラッドハウンド犬の名前｢レディ・エセルドレーダ｣から。
ドクター・ウェスト
声 - 山崎たくみ / Prof.紫龍
ブラックロッジの破壊ロボ製作担当。一人称は「我輩」で、「～なのである」という口調で話す。自らを一億年に一人の大天才を自称し、事実デモンベインのコピーである「デモンペイン」を数日で作り上げたり、完全な自我を持った人造人間であるエルザを作り上げたりとそれに相応しい頭脳を有するが言動その他がおよそ常軌を逸するマッドサイエンティスト。ブラックロッジからの構成員にも慕われていたりしている。小説版によれば、過去にミスカトニック大学で医学を学んでいた経緯をもつが、在学中のある出来事がきっかけで大学を中退している。
最初に出会った時から九郎を一方的にライバル視しており、アルの断片を捜索する際にも度々衝突している。九郎からは「電波野郎」とも言われている。だが、アンチクロスの反逆や部下のことを駒としてしか見ていない態度が自分なりの美学とは反していたため、最終的には九郎達の側に付きサポートするようになる。
ギターケース型の対人ロケットランチャーを使う。事あるごとにエレキギターで弾き語る。
ドラマCDのVol.2に収録されている『JOAN OF ARC（？）反逆の白き天使』ではヨグ＝ソトースの門によって転移した世界である私立ミスカトニック学園の総番長を、同じく収録されているおまけドラマ『PLEASE TEACHER! 私立ミスカトニック学園デモベ組』（アニメイト限定）ではデモベ組の学級委員長として登場している。
『スーパーロボット大戦UX』で参戦した際には、原作ゲームおよびアニメ版では実現できなかったマスターテリオンおよび殆どのアンチクロス（本編ではクラウディウス、ティベリウス、ティトゥス、アウグストゥス（例外であるネロも含む）のみで、カリグラはダウンロードコンテンツ限定。ウェスパシアヌスが唯一の例外）との対決が可能になっている。
名前の元になっているのは、H・P・ラヴクラフトの『死体蘇生者ハーバート・ウェスト』の主人公。
エルザ
声 - 佐藤美佳子 / 神村ひな
第5話（アニメ版では第3話）から登場。ドクター・ウェストが製作した人造人間でロボ娘。一人称は「エルザ」で、語尾に「～ロボ」と付ける。
ウェストの大学時代の共同研究者の女性（小説版設定）、あるいは彼の妹（シナリオを担当した鋼屋ジン談）をモデルとして製作したらしい。戦闘能力は高いが、製作者が製作者なのでロボット三原則などお構いなし（全く言う事を聞かない）。性格にも相当問題あり。第六感回路も内蔵されているらしく、勘で攻撃をかわしたりもする。作中では敵対しながらも九郎に惚れ込み、彼を「ダーリン」と呼ぶようになる。
拳銃型トンファーや、どこからか飛んでくる棺桶に収められた術式魔砲「我、埋葬にあたわず（ディグ・ミー・ノー・グレイブ）」を使って戦う。
アニメ版ドラマCDのVol.2に収録されているおまけドラマ『PLEASE TEACHER! 私立ミスカトニック学園デモベ組』（アニメイト限定）ではデモベ組の在校生（高校生）として登場している。
名前の元になっているのは、『フランケンシュタインの花嫁』で「The Mate」を演じたエルザ・ランチェスター。

#### アンチクロス（逆十字）
ブラックロッジの大幹部。ネロを含め、全員がローマ皇帝の名を持つ。魔術師であり、それぞれ専用の鬼械神を持つ。
原作ゲームミニドラマCDとPS2版に同梱されているOVAおよびアニメ版のドラマCDのVol.1（ただし、原作ゲームミニドラマCDのvolume-1およびアニメ版のドラマCDのVol.1では名前だけは登場している）では未登場。アニメ版ドラマCDのVol.2ではアウグストゥス、ウェスパシアヌス、ティベリウスが登場しているが、カリグラ、クラウディウス、ティトゥス（名前だけの登場）は登場していないが、『スーパーロボット大戦UX』では全員登場している（ただし、ウェスパシアヌスは文面のみ）。
退場順は、原作ゲーム（各ルート毎に差異はあるものの）および漫画版ではカリグラ（漫画版では九郎との白兵戦の末に倒される）、クラウディウス（漫画版では第19話でデモンベインを奪還した九郎により射殺される）、ティベリウス、ティトゥス、アウグストゥス、ウェスパシアヌスで、アニメ版ではカリグラ、クラウディウス、ティベリウス、ウェスパシアヌス、ティトゥス、アウグストゥスとなっている。
アウグストゥス
声 - 若本規夫
第2話から登場。アンチクロスのリーダーでマスターテリオンの側近。一人称は「私」。魔導書「金枝篇」を所有し、強力なレーザー砲を主体とした鬼械神「レガシー・オブ・ゴールド」を招喚する。自身もまた光の魔術を得意としている（小説版のみ）。九郎達の前には最後に姿を現すが、アンチクロスの中では比較的早い時期から登場している。白髪の黒人で、黒のスーツ姿で右手には葉巻を持ち、両耳にはハート型のピアスをしている。
アル・アジフの断片回収の件への杜撰な対応などからマスターテリオンに不信感を抱き、C計画に於けるクトゥルー召喚後に彼を裏切り、他のアンチクロスと共にブラックロッジを牛耳ろうと企てている。だが、その裏切りすらマスターテリオンの計算の内であった。
移植版『機神咆吼』ではクトゥルーでの最終決戦の際に王冠とマントを羽織り、「地球皇帝」を名乗る（そのため、アニメ版ドラマCDのVol.2に収録されている『JOAN OF ARC（？）反逆の白き天使』ではメタトロン（ライカ）から同様の呼び名で呼ばれている）。
ルート次第で末路が異なっており、どのルートでもアンチクロスの中で五番目に退場することになる。
アニメ版では第2話から登場し（第5話、第6話では未登場）、その後第7話で再登場し、第10話でウェスパシアヌスを倒し、第11話でデモンベインに敗れたが、ネロが駆るネームレス・ワンによって倒され六番目に退場した。
アニメ版ドラマCDのVol.2に収録されているおまけドラマ『PLEASE TEACHER! 私立ミスカトニック学園デモベ組』（アニメイト限定）ではデモベ組の転入生（高校生）になり、問題行動を起こし転校させようとするウェスパシアヌスにレガシー・オブ・ゴールドを出し、『機神飛翔』（現実の同作には対戦機能は無い）で戦った。
ティベリウス
声 - 矢尾一樹
第6話から登場。アンチクロスの一員で既に死んでいる死人使い（ネクロマンサー）。一人称は「アタシ」（『スーパーロボット大戦UX』で参戦した際には、他にも「あたし」もしくは「私」も使用している）。魔導書「妖蛆の秘密（ようそのひみつ）／デ・ウェルミス・ミステリイス））」を所有し、鬼械神「ベルゼビュート」を招喚する。性格は陽気で、男性だが女言葉（オカマ口調）で話し、誰に対しても「ちゃん」付けで呼ぶが（時々普通の呼び方にもなる）、その本質は好色で弱者をいたぶるサディストである（アニメ版ではその性格は見せなかった）。道化師のような姿で、顔には仮面を付けており、状況に応じて『喜』（緑色）『怒』（赤色）『哀』（青色）といった3つの仮面を付け替えている。また、仮面の額に二つ目の顔（原作ゲーム版では少ししか見えなかったが、アニメ版では見えるようになった）が存在し、仮面を付け替えるのと同時に表情を変えており、仮面を外すと骸骨のように蛆が湧いた素顔を見せる（アニメ版では蛆が無くなり、骸骨のような素顔になり、額にマークが付いた）。
アンチクロス内では珍しく殺人の描写が強い人物で、『斬魔大聖』ではモノローグにおいて殺害した際に残酷な表現も入れていたが、『機神咆吼』では表現はカット・変更が行われ、アニメ版では関連シーンは全てカットされた。
なお、アルルートならびにアニメ版ではデモンベインのシャイニング・トラペゾヘドロンの初の犠牲者となる。
原作ゲーム版のライカルート第13話では漫画版の第18話から第19話でのクラウディウスと同様にデモンベインを駆った事もある（後に九郎が奪還する）。また、後に発売された小説（原作ノベライズ第1巻『無垢なる刃』）にて式典の最中に瑠璃の両親を凄惨な形で殺害した事が自身の口から語られている（ただし、瑠璃の両親は続編の『機神飛翔』では世界がリセットされた影響で生存している）。
ルート次第で末路が異なっており、どのルートでもアンチクロスの中で三番目に退場することになる。
アニメ版では第4話から登場し、その後第7話で再登場し、第9話ではラストシーンで登場し、最終的に第10話で退場した。ここでは声に独特のエフェクトが掛かっており、瞬間移動の能力を使用している。また、原作ゲーム版と比べてデザインが若干変更され、尺の都合で活躍がカットされた場面が多い。また、ここでは『哀』の仮面は未装着だが、表情では表している。
アニメ版ドラマCDのVol.2に収録されている『JOAN OF ARC（？）反逆の白き天使』ではヨグ＝ソトースの門によって転移した世界である私立ミスカトニック学園の生徒（アルとエルザと共に担当）として登場し、同じく収録されているおまけドラマ『PLEASE TEACHER! 私立ミスカトニック学園デモベ組』（アニメイト限定）ではデモベ組のヒロイン（女子高生）として登場した。この時は原作での卑劣な性格を無くし、アニメ版本編で掛かっていた声のエフェクトが外れ、オカマキャラを活かしたコミカルな一面を見せた。
『スーパーロボット大戦UX』で参戦した際には、原作で使用されアニメ版ではカットされた場面が一部採用・再現されたり、『機動戦士ガンダムZZ』の主人公であるジュドー・アーシタや、『超獣機神ダンクーガ』の主人公である藤原忍の決め台詞のパロディを行ったこともある。
カリグラ
声 - 郷里大輔、三宅健太（スーパーロボット大戦UX）
第9話から登場。アンチクロスの一員で屈指の巨漢。一人称は「オデ」または「オレ」（『スーパーロボット大戦UX』で参戦した際には、他にも「俺」も使用している）。魔導書「水神クタアト」を所有し、鬼械神「クラーケン」を招喚する。骸骨の仮面にスーツを着用している。強力なアームに水流を操り敵を貫く魔術を使う。自身も拳を一振りするだけで爆発を引き起こせる。
クラウディウスとは喧嘩友達だが、あまりに激しい喧嘩をするため、巻き添えで死者が出ている。普段は大人しいが怒らせると手がつけられない。
ルート次第で末路が異なっており、どのルートでもアンチクロスの中で最初に退場することになる。
アニメ版では第4話のラストシーンにてシルエットの状態で初登場し、第6話から本格的に登場し、第8話でデモンベインに敗れ退場した。
クラウディウス
声 - 今井由香、川上とも子（テレビアニメ版）
第9話から登場。アンチクロスの一員で小柄な少年の姿をしているが、実年齢は不詳の魔術師。目の周りにはペイントを施している。一人称は「ボク」。魔導書「セラエノ断章」を所有し、空中戦を得意とした鬼械神「ロードビヤーキー」を招喚する。性格は生意気で快活、非常に口が悪い。玩具（剣玉やベーゴマ）を模した魔術具を使用し、風を操り竜巻を引き起こしたり、鎌鼬（カマイタチ）で敵を切り裂くといった魔術を行使する。カリグラとは毎日のように喧嘩をしているが、同時にいつもつるんで行動しており、彼が九郎に倒されたときは激憤して暴れ回った。
ルート次第で末路が異なっており、どのルートでもアンチクロスの中で二番目に退場することになる。
アニメ版では第6話から登場し、第9話で原作瑠璃ルートと同様にデモンベインに敗れ退場した（どちらもロードビヤーキー共々倒されてしまい、瑠璃ルートではバルザイの偃月刀で真っ二つにされ、アニメ版ではレムリア・インパクトで倒された）。
漫画版では第18話から第19話にて原作ゲーム版のライカルート第13話でのティベリウスと同様にデモンベインを駆った事もある（後に九郎が奪還し、彼を射殺する）。
ウェスパシアヌス
声 - 広瀬正志
第7話から登場。アンチクロスの一員で杖を突いた老紳士。一人称は「私」。魔導書「エイボンの書」を所有し、鬼械神「サイクラノーシュ」を招喚する。ムーンチャイルド計画の発案者であり、Cの巫女を作り出した張本人。常に3体の使い魔である「ガルバ」、「オトー」、「ウィテリウス」を従えており、3体の使い魔から魔術を発動したり、鬼械神からは使い魔を使用した呪縛結界などを用いる。また、この3体を身代わりとする事で、三度までなら死ぬことが出来る。
アウグストゥスが反乱を成功させた際に片腕のように動く裏側で、マスターテリオンを魔術師として超えるために「C計画」最後の仕上げを企てる。
ルート次第で末路が異なっており、どのルートでもアンチクロスの中で六番目に退場することになる。
アニメ版では第4話のラストシーンにてシルエットの状態で初登場し、続く第5話から本格的に登場し、第10話でアウグストゥスの裏切りによって四番目に退場した。なお、原作ゲーム版ではデモンベインと戦ったが、ここでは戦うことはなかった。
アニメ版ドラマCDのVol.2に収録されている『PLEASE TEACHER! 私立ミスカトニック学園デモベ組』（アニメイト限定）ではデモベ組の在校生（高校生）として登場し、問題行動を起こした転校生のアウグストゥスにサイクラノーシュを出し、『機神飛翔』（現実の同作には対戦機能は無い）で戦った。
『スーパーロボット大戦UX』で参戦した際は戦闘シーンは披露していない（ただし、顔グラフィックやサイクラノーシュのユニットアイコンが登場している）。
ティトゥス
声 - 中田譲治
第6話から登場。アンチクロスの一員で二刀流の侍。一人称は「拙者」で、侍言葉で喋る（アニメ版ドラマCDのVol.2に収録されている『JOAN OF ARC（？）反逆の白き天使』でのメタトロン（ライカ）の発言より）。魔導書「屍食教典儀」を所有し、刀を使用する鬼械神「皇餓」を招喚する。常人には見切れない神速の刀の使い手。力を求めるあまり人間を止め、第三・第四の腕を背に隠している。その強さのあまり、対等もしくはそれ以上に戦える相手が滅多におらず、それにある種の渇きと倦怠感を憶えている。
ティベリウスと共に覇道邸に乗り込んできた際、覇道財閥の執事ウィンフィールドと死闘を演じ好敵手として付け狙う。最終的に第三・第四の腕による不意打ちで勝負を付けたが、人間を超えずに限界の粋に達したウィンフィールドに自分の過ちに気付かされることになる。
ルート次第で末路が異なっており、どのルートでもアンチクロスの中で四番目に退場することになり、瑠璃ルートでは最後までウィンフィールドと死闘を演じ敗れた。
アニメ版では第4話から登場し、その後第7話で再登場し、最終的に第11話でアンチクロスの中で五番目に退場した。
『スーパーロボット大戦UX』で参戦した際には、アニメ版では採用されなかった瑠璃ルートと同様に最後の決闘が再現されている。
ネロ
声 - 成瀬未亜、柚原有里（スーパーロボット大戦UX）
第9話（アニメ版では第6話）から登場。「暴君」の異名を持つ魔術師でアンチクロスの紅一点。一人称は「ネロ」または「私」。魔導書「無銘祭祀書」を所有し、鬼械神「ネームレス・ワン」を招喚する。その力はマスターテリオンと同等と言われるほどである。オートマティックとリボルバーの二丁の魔銃を用いる。マスターテリオンから逃亡を図った現在は地下に幽閉されている。ムーンチャイルド計画の成功例でウェスパシアヌスにとっての最高傑作だが、実はそう仕組まれた存在で一連の真相を知っている。「Cの巫女」として「C計画」になくてはならない存在でもある。

### 謎の戦士
アニメ版ドラマCDでは出番が無かったことを嘆いていた。
メタトロン
声 - 黒河奈美 / 本山美奈
アーカムシティの守護者。一人称は「私」。名前は「天使王」とも表現される。顔を含めた全身を魔術が施された白いアーマーで包み隠しているため、正体は不明である。白い翼で空を翔る姿はまさに天使の名に相応しく、右手を変形して放つレーザーと、両手甲のビームサーベルを主な武器にするほか、全身に火器が仕込まれている。デモンベインが活動する以前から活躍しており、破壊ロボが現れると颯爽と現れては撃破することから、シティの人々からは正義の味方として扱われている。本人としては正義の味方を気取るつもりは無く、自身の個人的な理由で独り戦っている。本編中の選択肢により定まったルートによって、メタトロンの正体はシスターであるライカだと判明するか否か決定される。
アニメ版では第1話にて顔をシルエットで隠している状態で登場している。
サンダルフォン
声 - 檜山修之 / 鴇原翔
メタトロンと対極をなす黒い天使。一人称は「己（オレ）」または「俺」。名前には「堕天使」という意味合いがある。全身に黒いアーマーを纏う。ブラックロッジに与し、メタトロンの現れる所に必ず出現する。メタトロンに一度殺されたことから憎悪を抱き、殺してメタトロンを超えることに激しく執着している。剣とレーザーを駆使するメタトロンとは異なり、魔術的に力を高められた拳のみで戦う。本名はリューガ・クルセイド。サンダルフォンの正体と素顔が判明するか否かも、メタトロンと同じくルートによって決まる。
アニメ版ではエンディング映像にて正体であるリューガ（私服）の姿でウェスト、ウィンフィールド、マスターテリオン、ティトゥスと共に登場しているが、変神後のサンダルフォン共々本編で登場することはなかった。ドラマCDのVol.2に収録されている『JOAN OF ARC（？）反逆の白き天使』では苛立ちを募らせメタトロンに襲い掛かったが、彼女の説得によって登場を果たす為、一時的に協力することになった。この時はメタトロンと同様、原作ゲーム版では見せなかったコミカルな一面が描かれている。

### その他の人物
ライカ・クルセイド
声 - 黒河奈美 / 本山美奈
アーカムシティの教会で孤児達の世話をしているシスター。一人称は「私」。九郎のミスカトニック大学時代からの知り合いで、生活能力のない九郎を実質的に養っている。後に発売された外伝小説（『ド・マリニーの時計』に収録される第三話「破壊の序曲」）では女の情念系、コブシの効いた演歌を熱唱するなどの一面が垣間見られた（この時は名前は明かさず、シスターと表現されている）。
本編の進め方によっては、実はメタトロンの正体でアンチクロスの実験体ムーンチャイルドの生き残りで、サンダルフォンこと実弟のリューガが暴走した際に殺してしまった事を悔い、修羅としてブラックロッジを倒すために行動している事が彼女のルートで判明する。なお、他のルートでも伏線は張られている。
アニメ版ドラマCDのVol.2に収録されているおまけドラマ『PLEASE TEACHER! 私立ミスカトニック学園デモベ組』（アニメイト限定）ではデモベ組の教師として登場している。
ジョージ、アリスン、コリン
声 - 折笠愛（ジョージ）、横手久美子（アリスン・ゲーム）、石毛佐和（アリスン・テレビアニメ）、斎賀みつき（コリン・ゲーム）、瀬戸奈保子（コリン・テレビアニメ）
ライカの教会で暮らす孤児たち。ジョージとコリンはいたずら少年コンビで九郎を呼び捨てにしながらからかっており、アリスンは九郎のことを「九郎お兄ちゃん」と呼びながら心配している少女。一人称はジョージが「おれ」、アリスンが「私」、コリンが「僕」。
アニメ版ではアリスンとコリンの声優が原作ゲーム版から変更されているが、理由は明かされていない（この時は氷青と斎賀みつきが、続編『機神飛翔』でのレコーディングに参加していたためとされている）。
ナイア
声 - 折笠愛 / 篠崎双葉
眼鏡をかけた古本屋の女主人。一人称は「僕」。抜群にスタイルがいい。度々、九郎の前に現れては意味深な言葉を残して去っていく謎の人物で、マスターテリオンとも浅からぬ関係がある。
その正体は無貌の神・這い寄る混沌 ナイアルラトホテップで、すべての黒幕である。
エンネア
声 - 成瀬未亜、柚原有里（スーパーロボット大戦UX）
第9話（アニメ版では第6話）から登場。ひょんな事から九郎の所にしばらくの間住む事となった少女。一人称は「エンネア」。家事全般が凄く得意で、特に料理に関してはプロ並みの腕前である。しかしその正体はアンチクロス最強の暴君ネロで、一連の真相を知っている人物である。真相を知っている事から同時に絶望もしている。
アルルートでのみ登場し、瑠璃ルートおよびライカルートでは登場しない。
名前の由来はギリシャ語の「9」から。
ルルイエ異本
声 - こおろぎさとみ
第7話（アニメ版では第5話）から登場。クトゥルー崇拝に関わる禁断の魔導書『ルルイエ異本』の精霊。異界のものの召喚に関する知識が記されている。インスマウス沖の島の聖堂に祀られていたが、ウェスパシアヌスにより持ち出される。金と紫のオッドアイで、アル・アジフ、エセルドレーダと同様に少女の姿で、異界の装束を纏う。非常に無口で、喋るシーンは主に呪歌を紡ぐときのみ。
クトゥルーの召喚に必要不可欠であり、ブラックロッジにより「C計画」を実現する為に用いられる。
ネス警部、ストーン警部補
声 - 中多和宏（ネス）、川村拓央（ストーン）
治安警察に所属する。昼行灯の上司であるネスと熱血漢の部下であるストーンで構成されている。一人称はネスが「俺」、ストーンが「私」。ドクター・ウェストの巻き起こす騒動に奔走させられており、九郎を正義の味方と呼ぶ。

## 鬼械神 -デウス・マキナ-
デウス・マキナの語源はラテン語の「デウス・エクス・マキナ」 (DEUS EX MACHINA) から。「機械仕掛けの神」という意味で、演劇などにおいて収拾のつかなくなった事態を半ば強引に解決する存在を指す。作中では「鬼械神」という文字が当てられる。

### デモンベイン (Demonbane)
大十字九郎とアル・アジフが搭乗する機体。全高は55.5m（29.0598cubit）、重量は4254t（850.8mct）。
覇道財閥が対ブラックロッジの切り札として用意した巨大ロボットである。覇道鋼造がデウス・マキナの構造と機能を模して造り上げたロボットで、魔術的存在であるデウス・マキナと、純粋に機械である破壊ロボの中間に位置する存在。オリジナルな魔導書を所有せず、正式なデウス・マキナを持たない鋼造が設計したためか魔術的構成はでたらめで、組み込まれる魔導書側からの改修が必要な状態であった。
装甲に特殊合金ヒヒイロカネを用い、何重にも魔術的防御が施されているため、通常兵器では傷一つ付ける事ができない。破壊ロボの必殺技「ジェノサイド・クロスファイア」を受けてもびくともしない高い防御力を持つが、作中では敵の攻撃力が非常に高いため硬いというイメージはあまり無いようである。また、強力な防御陣を展開したり、後半になると自己修復ができるようになる為か、装甲の重要性をあまり感じさせない。「獅子の心臓（コル・レオニス）」と呼ばれる魔道機関により搭乗する魔術師の魔力によって動き、全体に魔力を供給する為に伝導率の高い水銀を血液のように張り巡らせている。
操作時は操作系を担当する者の脳に直接情報が流れ込み、強い意志がないと過剰な情報に脳が追いついてこれず廃人になる恐れがある。制御系はオペレーターが行い、常に魔術方式を処理しなければならない。初陣の際はでたらめな魔術方式だったため、アル・アジフがほとんど改修した。
固定武装としては格闘による殴りつける攻撃、頭部のこめかみ部分に装備しているバルカン砲、右手には触れた対象に無限の熱量を流し込んで滅殺する第一近接昇華呪法「レムリア・インパクト」、両足に装備された断鎖術式ティマイオス（1号）・クリティアス（2号）の時空間歪曲機構による近接粉砕呪法「アトランティス・ストライク」がある。また、この時空間歪曲機構の作用によって生み出される爆発的な反発力により推進する。携行武器として自動拳銃クトゥグアと、回転式拳銃イタクァを持つ。さらに中盤戦で、敵を完全消滅させる窮極呪法兵葬「シャイニング・トラペゾヘドロン」も使えるようになる。なお、レムリア・インパクトの発動には覇道財閥総帥である覇道瑠璃の承認が必要だが、ナアカル・コードの解除キーを使うことで瑠璃の承認無しでも発動が可能となる。終盤でアルの本来の鬼械神アイオーンのフライトユニット「シャンタク」を装着し飛行能力を獲得したほか、過剰なほどの機動力（それこそ地球の物理法則を無視した機動）を発揮できるようになる。
デザイン上の特徴としては、両足首から脚部前面を覆うように突き出た装甲が挙げられる。デザイナーによると、これはデモンベインが「正義側の最後の砦」であることから城壁をイメージしてデザインされたものらしい。
語源は「Demon：魔」を「Bane：滅ぼす」ということで「DemonBane：魔を滅ぼす者」。ゲーム本編では召喚の呪文中に「魔を断つ剣」という表現が用いられている。
なお、本機は初回起動時にオペレーターのアルに「I'm innocent hatred. I'm innocent rage. I'm innocent sword. I'm DEMONBANE」と自ら名乗っている。アルはこの訴えを「我は憎悪に燃える空より産まれ落ちた涙。我は流された血を舐める炎に宿りし正しき怒り。我は無垢なる刃（魔を断つ刃、デモンベイン）」と受け取り、本機を起動した。

### リベル・レギス (Liber Legis)
魔導書「ナコト写本」を用いてマスターテリオンが招喚する鬼械神。全高は51.2m（26.808cubit）、重量は3339.9t（667.98mct）。
機体名の由来はアレイスター・クロウリーの著書｢法の書｣の原題。

### レガシー・オブ・ゴールド (Legacy Of Gold)
魔導書「金枝篇」を用いてアウグストゥスが招喚する鬼械神。全高は81.5m（42.673cubit）、重量は13470t（2694.185mct）。

### ベルゼビュート (Belzebuth)
魔導書「妖蛆の秘密」を用いてティベリウスが招喚する鬼械神。全高は58.4m（30.57cubit）、重量は4956t（991.272mct）。
機体名は｢蝿の王｣を意味し、シリアのペリシテ人が崇拝した神がキリスト教により悪魔に転じられた、悪魔の君主より。

### クラーケン (Kraken)
魔導書「水神クタアト」を用いてカリグラが招喚する鬼械神。全高は63m（32.986cubit）、重量は6222t（1244.446mct）。
機体名は北極の海に住むとされ巨大なタコに描かれる怪物の名から。

### ロードビヤーキー (Lord Byakhee)
魔導書「セラエノ断章」を用いてクラウディウスが招喚する鬼械神。全高は42.1m（22.043cubit）、重量は1856t（371.365mct）。
機体名の由来はクトゥルフ神話の旧支配者ハスターに奉仕し宇宙空間を自由に飛翔する有翼生物ビヤーキーから。

### 皇餓 (Ogre)
魔導書「屍食教典儀」を用いてティトゥスが招喚する鬼械神。全高は47.2m（24.713cubit）、重量は2616t（523.33mct）。

### サイクラノーシュ (Cykranosh)
魔導書「エイボンの書」を用いてウェスパシアヌスが招喚する鬼械神。全高は82.4m（43.144cubit）、重量は13922t（2784.450mct）。機体名はクトゥルフ神話におけるハイパーボリアの民による土星の呼び名から。

### ネームレス・ワン (Nameless One)
魔導書「無銘祭祀書」を用いてネロが招喚する鬼械神。全高は312m（163.363cubit）、重量は755768t（151153mct）。

### アイオーン (Aeon)
魔導書「アル・アジフ」の鬼械神。全高は55.5m（29.0598cubit）、重量は5575t（1075mct）。

### 破壊ロボ (Destroyer Robot)
ドクター・ウェストが開発した巨大ロボットの総称。基本的に純粋な科学と錬金術（と理不尽）によって開発されているため、鬼械神とは呼べない。正式名称は「スーパーウェスト無敵ロボ28號」で、バージョンによってほぼ毎回サブネームが付く。全高は81.7m（42.778cubit）、重量は13570t（2714mct）。

### デモンペイン (Demonpain)
デモンベインを模倣した破壊ロボ。正式名称は『スーパーウェスト無敵ロボ28號DX』。全高は55.5m（29.0598cubit）、重量は6833t（1366.7mct）。

## 主題歌

### PC版主題歌
「HOLY WORLD」
作詞：Hassy / 作曲・編曲：磯江俊道 / 歌：生沢佑一
PS2版では挿入歌として使用。

### 移植版主題歌
3曲とも挿入歌としても使用されている。
「機神咆吼ッ! デモンベイン!」
作詞：虚淵玄 / 作曲・編曲：大山曜 / 歌：生沢佑一
「Evil Shine」
歌：生沢佑一
「Shadow in the dark」
歌：いとうかなこ

### 共通エンディングテーマ
「天意悠久」
作詞：江幡育子 / 作曲・編曲：磯江俊道 / 歌：いとうかなこ
「Shine」
作詞：Hassy / 作曲：村上正芳 / 歌：小野正利
瑠璃ルートのノーマルエンディングおよびライカルートのエンディングで使用。

## 評価
美少女ゲームでありながら男性キャラも高い人気を誇り、特にドクター・ウェストとウィンフィールドは『TECH GIAN』で行われた「2003年上半期に発売されたゲーム人気投票」で並み居る女性キャラを押しのけ、ウェストは4位、ウィンフィールドは9位にそれぞれランクインしている。なお同人気投票でヒロインであるアル・アジフは2位だった。

## デモンベイン立体化計画
A-BRANDとのタイアップ企画として製品発売前から既に原型作成が行われており、デモンベイン立体化計画としてその製作途中の様子や原型をwebやイベント等で公開していた。これにより本来畑違いであるはずの模型誌においても『斬魔大聖デモンベイン』が取り扱われることとなった。
また、PlayStation 2に移植が決定した際も立体化計画は立案され、今度は D2 Project として 2m 大のモデルが製作された。こちらは、2003年12月21日に秋葉原ラジオ会館で行われた「D2 Project 完成竣工式」を皮切りに各種イベントで展示されている。なおこの立体モデル作成には300万円ほどしたといいPS2版ガイドブックでは「これだけあれば雑誌の裏表紙取れるはずがモデルを優先した」との逸話も存在する。
完成したこの超巨大フィギュアはニトロプラス本社の入り口で社員や来客を出迎えている。
これらとは別に、2007年には壽屋からプラモデルが、2019年にはグッドスマイルカンパニーから可動フィギュアが発売されている。

## メディアミックス

### 小説
ゲーム同様の『斬魔大聖デモンベイン』（ざんまたいせいデモンベイン ）の題で、角川スニーカー文庫より全6巻が刊行された。
全巻とも原作：鋼屋ジン。涼風涼によるゲーム本編のノベライズ全3巻と、古橋秀之による公式外伝全3巻の構成。イラストは全編ともNiθが担当しているが、第1巻ではカラー挿絵のみ担当し、本編挿絵は洒乃渉となっている。ゲーム本編のノベライズ（全3巻）のストーリーは原作アルルートをベースに、原作本編では描かれなかった設定を加えており、尺の都合でカットされた場面がある。

#### ストーリー（小説）
機神胎動
時は十九世紀。自らの復讐を果たすため、魔導書アル・アジフのマスターとして<鬼械神>アイオーンを駆り、魔術結社「暗黒の夜明け団（ダークネス・ドーン）」と戦う男、アズラッド。彼は戦いの最中、奇妙な魔術書を携えた男と出会う。男の名は覇道鋼造。アメリカの鉄道王と呼ばれる覇道財閥の総帥。そしていずれ来る戦いの日に備え、人類最後の希望を造り上げんとする男であった。
軍神強襲
「覇道鋼造の息子」である覇道兼定と、「アル・アジフの歴代の主の中でもっとも破壊的な男」であるエドガー。火星人の侵略と時を同じくして、二人は出会った。デモンベインが消滅したこの世界で、果たして人類の未来はあるのか――？
ド・マリニーの時計
以下の短編により構成。
第一話 ド・マリニーの時計
アル・アジフの断片（ロストページ）を巡り、大十字九郎とドクター・ウェストが激突する。「時間を操る」力を手に入れた破壊ロボに対し、デモンベインは如何に立ち向かうのか？
第二話 遺跡破壊者（トゥームバスター）
原作より10年ほど前の世界を舞台に、若きドクター・ウェストとラバン・シュリュズベリイ博士の出会いが描かれる。真理を求めて世界中を旅する若かりし日のドクター・ウェストが邂逅したのは、彼が初めて目にする〝魔術〟という力を使う男だった。
第三話 破壊の序曲
ドクター・ウェストは、どのようにして奇想天外な発明をアーカムシティでするようになったのか？原作の2、3年前を舞台に、彼が「アーカムシティのドクター・ウェスト」になる過程を描いた物語。

#### 登場キャラクター（小説）
アズラッドとラバンとハヅキ（葉月）は、ゲームの続編『機神飛翔デモンベイン』にも登場している。斬魔大聖デモンベイン#登場キャラクターも参照。
アズラッド
『機神胎動』におけるアル・アジフのマスター。英国紳士風の服に身を包んだ黒い肌と髪の男。一人称は「私」。最愛の女（ウアルダ）を奪った魔術結社ダークネス・ドーンへの復讐を誓い、自らの身を顧みず日夜戦い続けている。
アニメ版『機神咆吼』では第8話にて墓標に彼の名前が刻まれ、形見である帽子が登場している（原作ゲーム版には無いオリジナルシーン）。
エドガー
『軍神強襲』に登場。魔術師であり、アル・アジフの歴代の主の中で最も破壊的な男。一人称は「俺」。元孤児という過去を持つ。幼少時に弟のアーサーと共に保護された教会で、彼の運命は大きく変わることになる。
鬼械神「アイオーン」を駆りリベル・レギスと相対するが、「千日手」のパターンに陥ってしまったが故にナイアルラトホテップに見限られ、命を救われる前に時間を巻き戻されて衰弱死した。
アル・アジフ
魔導書「ネクロノミコン」の化身。遙か昔から魔と戦い続けている。
『機神胎動』においてはアズラッドを主と定め、彼の目的の為に自らの力を貸し与える。だが、復讐心に全てを委ね、身を削り続けるアズラッドの生き方を不安に思っている。
『軍神強襲』においてはエドガーを主と定め、怪異と戦う。どこまでも突き進もうとする彼へ、今ならばまだ引き返せる、といった言葉を投げかける事もある。
『ド・マリニーの時計』に収録される第一話「ド・マリニーの時計」においては大十字九郎を主と定め、デモンベインを駆り魔術結社ブラックロッジと戦う。
覇道 鋼造（はどう こうぞう）
『機神胎動』に登場。アメリカの鉄道王と呼ばれる、覇道財閥の総帥。一人称は「俺」。歳は四十過ぎだが、実年齢よりだいぶ若々しい雰囲気を持つ東洋人の男。いつか来る戦いの日に備え、人類最後の希望、世界の守護者となる存在、人工の鬼械神『デモンベイン』の完成を急いでいる。
覇道 兼定（はどう かねさだ）
『軍神強襲』に登場。覇道鋼造の息子であり、覇道財閥の後継者。一人称は「僕」。5歳になるまでは孤児院で育つ。幼い頃、母親は父親に捨てられたと考えていたため、誤解が解けた今でも父親に対して苦手意識がある。また、複葉式飛行機の操縦に長けている。
後にオーガスタ・エイダ・ダーレスの夫となり、娘の覇道瑠璃を授かったが、その後式典の最中に発生したブラックロッジのテロにより妻のオーガスタと共に殺害され、後に発売された小説（原作ノベライズ第1巻『無垢なる刃』）にてアンチクロスの一員であるティベリウスによって殺害されたことが明かされた。
ゲームの続編である『機神飛翔』では世界がリセットされた影響で妻のオーガスタと共に生存しているが、娘の瑠璃に財閥総帥の仕事を押し付けて妻のオーガスタと20年越しのハネムーンに出かけているため登場しない。
オーガスタ・エイダ・ダーレス → オーガスタ・エイダ・覇道
『機神胎動』と『軍神強襲』に登場。金髪慧眼で眼鏡を掛け、科学を志し様々な発明を行っており、魔術を科学的に解明し活用していくことで魔道という闇の世界を人の光で照らされた光の世界に変える事を願っている女性。誕生日は不明、出身地はイギリス、身長・体重は共に不明、特技は発明と教育、好きなものはアイス、嫌いなものは魔術。一人称は「私」。
『機神胎動』では雑誌「週刊新世紀」の記者として登場。また、自らの科学知識と技術を駆使し、様々な道具を生み出してはそれを装備して街へ出かけ、市民の安全を護らんと日夜努力している（ただし空回り気味である）。
『軍神強襲』では「科学の騎士」を自称するミスカトニック大学ロンドン校付属学園（ダーレス学園とも呼ばれている）の学園長にして唯一の教師となった。
後に覇道兼定の妻となり、娘の覇道瑠璃を出産したが、その後式典の最中に発生したブラックロッジのテロにより夫の兼定と共に殺害され、後に発売された小説（原作ノベライズ第1巻『無垢なる刃』）にてアンチクロスの一員であるティベリウスによって殺害され、死後も亡骸を辱められた上に使い魔である蟲の苗床にされるという悲惨な目に遭ってしまったことが明かされた（それ故に棺桶の中は見えない状態のまま夫の兼定と共に埋葬された）。
ゲームの続編である『機神飛翔』では世界がリセットされた影響で夫の兼定と共に生存しているが、娘の瑠璃に財閥総帥の仕事を押し付けて彼と20年越しのハネムーンに出かけているため登場しない。その後の隠しエンディングでは、対魔術師戦用バトルスーツである『メタトロン』を開発し、瑠璃がライカに提供した（この時、『機神胎動』で彼女が自作したパワードスーツが少しだけ登場する）。
名前の由来はクトゥルフ神話に関わった作家の一人、オーガスト・ダーレスと「世界最初のプログラマー」オーガスタ・エイダ・ラブレスからのダブルミーニングから。
リトル・エイダ
『機神胎動』と『軍神強襲』に登場。覇道鋼造を主とする、ネクロノミコン機械語写本。化身となったときの姿は少女。一人称は「私」。デモンベインの制御用魔導書として〝獅子の心臓〟の神気を数年にわたり受けたため、生まれてから十年と経たないうちに、化身を成すほどの力を得た。オーガスタ・エイダ・ダーレスもモデルとしているため、外見に類似点が見受けられる。
ニアーラ
『機神胎動』に登場。エイダの従者を務める眼鏡をかけた黒い肌の女。一人称は「私」。母親と姉と使用人、その三つの役目を同時にこなし、やや突っ走り気味のエイダを手助けする。
大十字 九郎（だいじゅうじ くろう）
『ド・マリニーの時計』に収録される第一話「ド・マリニーの時計」で登場。アーカムシティのしがない探偵。アル・アジフと契約し、デモンベインを駆り魔術結社ブラックロッジと戦う。
覇道 瑠璃（はどう るり）
『ド・マリニーの時計』に収録される第一話「ド・マリニーの時計」で登場。覇道財閥の総帥。祖父の覇道鋼造から財閥とデモンベインを受け継ぎ、魔術結社ブラックロッジからアーカムシティを守ることを信条としている。
ドクター・ウェスト
『ド・マリニーの時計』に収録される第一話「ド・マリニーの時計」、第二話「遺跡破壊者（トゥームバスター）」、第三話「破壊の序曲」で登場。マッドサイエンティスト。若き日には真理を求めて世界中を回り、後にアーカムシティで魔術結社ブラックロッジの一員として破壊ロボを発明し、九郎の前に立ちはだかる。
ラバン・シュリュズベリイ
『ド・マリニーの時計』に収録される第二話「遺跡破壊者（トゥームバスター）」で登場。ミスカトニック大学の魔術師であり、魔導書「セラエノ断章」の筆者。一人称は「私」。魔翼機「バイアクヘー」と鬼械神「アンブロシウス」を駆り、怪異に立ち向かう。ハスターの風を操り邪悪な怪異や邪神崇拝集団と日夜闘う邪神ハンターでもある。常にサングラスをかけている。
名前の由来はオーガスト・ダーレスの連作小説『永劫の探求』シリーズの主人公から。
ハヅキ（葉月）
ラバンと共に『ド・マリニーの時計』に収録される第二話「遺跡破壊者（トゥームバスター）」で登場。魔導書「セラエノ断章」の精霊。少女の姿をしており、クールな性格である。一人称は「私」。本体はシュリュズベリイが自らセラエノの石版の欠片を書き写した写本である。シュリュズベリイの魔力を使って化身している為、名実共に生みの親とも言える彼を「ダディ」と呼ぶ。
フェラン
『ド・マリニーの時計』に収録される第二話「遺跡破壊者（トゥームバスター）」で登場。シュリュズベリイの生徒の一人。一人称は「私」。

#### 登場メカ（小説）
アイオーン
アル・アジフが召喚する鬼械神。バルザイの偃月刀、呪文螺旋（スペル・ヘリクス）等の呪術武装を用いて戦う。
『軍神急襲』では、捕縛呪法を用いてマグロを獲るという荒技を披露した。
『機神胎動』、『軍神急襲』共に二丁拳銃を使用。
なお、エドガーとアズラッドでは魔導書の解釈が異なるためか、アイオーンの姿が変わっている。
高いスペックを持つが、その存在と活動は術者の霊力に依存するため、使用時には術者に命を削るほどの負担がかかり、活動時間も限られている。
デモンベイン
覇道鋼造が操る人工の鬼械神。通常物質によって作られ、動力源も銀鍵守護神機関によって機械的に汲みだされるため、術者の霊力に依存することなく存在し、活動する。故に通常の鬼械神に見られる術者への負担や時間制限が無く、逆に術者を補強しながら半永久的な活動が可能。ゆえに「人間のための鬼械神」と評される。
『機神胎動』の序盤では完成には程遠く、せいぜい胎児といったところでエイダに『死にかけの巨人』と評されていた。『軍神強襲』の時点では完成しており、物語冒頭にてマスターテリオンと死闘を繰り広げ、自分もろとも、異空間内にマスターテリオンを封印する。物語終盤にて、火星人のマスターテリオン召喚（復活）の魔法陣を利用し、復活する。
リベル・レギス
マスターテリオンが操る鬼械神。『軍神強襲』の冒頭にて覇道鋼造と対決し、相打ちの形で封印される。復活のための魔法陣をデモンベイン復活に利用されるも、逆にデモンベインを利用し返して復活し、エドガーの駆るデモンベインと死闘を繰り広げた。

#### 既刊一覧（小説）
1. 無垢なる刃（2003年10月1日初版 ISBN 9784044278052）
2. 魔を断つ剣（2003年12月27日初版 ISBN 9784044278069）
3. 明日への翼（2004年4月1日初版 ISBN 9784044278076）
4. 機神胎動（2004年8月1日初版 ISBN 9784044278083）
5. 軍神強襲（2006年8月1日初版 ISBN 9784044278137）
6. ド・マリニーの時計（2007年1月1日初版 ISBN 9784044278151）

### アニメ

#### OVA版
PS2ソフト『機神咆吼デモンベイン』DX版に同梱のオリジナルアニメ。新聞記者リリィの視点からデモンベインの世界を描いたエピソードとなっており、アニメオリジナル魔術兵装のロイガー・ツァールはPS2版でも追加登場している。後に発売された廉価版ソフト『KADOKAWA THE Best』にも同梱された。ゲームでの時系列は第7話と第8話の間にあたるストーリーとなっている。

##### ストーリー（OVA）
アーカムシティに来たフリーの新聞記者リリィは、謎の巨人デモンベインのスクープを探すうちに大十字九郎と名乗る探偵に出会い、アーカムシティの闇の一端を垣間見る事になる。

##### キャスト（OVA）
その他のキャストはPS2版に準ずる。
- リリィ・M・ブリッジ - 川上とも子
- 編集長 - 江原正士
- ブレイク - 森川智之
- 子供 - 浅川悠

##### スタッフ（OVA）
- 原作 - Nitro+
- 企画 - 安田猛（角川書店）、小坂崇気（デジターボ）
- プロット原案・脚本監修 - 鋼屋ジン（ニトロプラス）
- 監督・絵コンテ - 井之川慎太郎
- 脚本 - 高山カツヒコ
- 演出 - 洪憲杓
- キャラクターデザイン・メカデザイン原案 - にし〜（Niθ）（ニトロプラス）
- キャラクターデザイン・作画監督 - 桜井正明
- 絵コンテ・作画監督補佐・プロップデザイン - 高津幸央
- 色彩指定・色指定 - 野地弘納
- コンポジットコーディネーター - 竹内康晃
- 設定監修 - ニトロプラス
- 設定監修管理 - 小野大輔（ニトロプラス）
- 3Dレイアウト - 高津幸央
- オリジナル3DIモデリング - ニトロプラス、石渡誠、栗原直昌
- アニメーションプロデューサー - 新崎力也、川人憲治郎
- アニメーション製作 - Viewworks、グループ・ダック
- 製作プロデューサー - 藤岡迅彦・加藤淳（角川書店）、土居由直（デジターボ）
- 製作 - 角川書店、DIGITURBO

##### 主題歌（OVA）
エンディングテーマ「Redeem your Dream」
作詞 - 江幡育子 / 作曲・編曲 - 神保伸太郎 / 歌 - 生沢佑一

#### テレビアニメ
2006年5月18日から8月17日（6月1日・6月8日は放送休止）までWOWOWノンスクランブル枠にて『機神咆吼デモンベイン』のタイトルで放送された。全12話。アニメーション制作はOVAと同じくヴューワークスの単独制作元請であるが、同社は翌2007年に任意整理となっているため、結果的に同社にとっては最初で最後のテレビアニメの単独元請制作になった。ストーリーは原作ゲーム版のアルルートを元にしているが、原作ゲーム版と比べて尺の都合で登場出来なかったキャラクター（特に原作ゲーム版では主要人物であったメタトロンとサンダルフォン、アルの断片であるアトラック＝ナチャ（人型は登場していないが、怪物形態は登場している）と女王ニトクリス）やカットされた場面が多い。

##### スタッフ（テレビアニメ）
- 原作 - ニトロプラス
- 企画 - 井上伸一郎、黒井和男、上玉利純宏、鈴木径男
- 製作総指揮 - 安田猛、小坂崇気
- 監督  - 増尾昭一
- シリーズ構成 - 黒田洋介
- シナリオ監修 - 鋼屋ジン
- 設定監修 - 土居由直
- キャラクター・メカニックデザイン原案 - Niθ
- キャラクターデザイン - 橋本秀樹、桜井正明
- メカデザイン - 町田能彦
- スペシャルメカデザイン - 宮武一貴、森木靖泰
- セットデザイン - 佐藤肇
- スペシャルセットデザイン - 青木智由紀
- 色彩設計 - 佐野ひとみ
- 美術監督 - 太田大
- 撮影監督 - 秋元央
- 編集 - 重村建吾
- 特殊効果 - 干場豊
- 音響監督 - 高寺たけし
- 音響プロデューサー - 中野徹
- 音楽 - ZIZZ STUDIO
- 音楽プロデューサー - 吉川明
- プロデューサー - 千葉誠、鈴木智子、団野喜人、松井智、川崎とも子
- アニメーションプロデューサー - 新崎力也
- 制作協力 - WOWOW
- アニメーション制作 - Viewworks
- 製作 - デモンベイン製作委員会

##### 主題歌（テレビアニメ）
オープニングテーマ「人、神、機 -Man God Machine-」
作詞 - 渡邊カズヒロ・江幡育子 / 作曲・編曲 - 磯江俊道 / 歌 - 生沢佑一
第1話は使用されず、第2話から第12話まで使用された。
エンディングテーマ「モダンローズ」
作詞・歌 - いとうかなこ / 作曲・編曲 - 村上正芳
本放送での第1話・第2話・第6話は使用されず（ただし、DVDに収録された時は使用されている）、第3話から第5話、第7話から第12話まで使用された。
イメージソング「In Cry of Vengeance」
作詞 - 渡邊カズヒロ / 作曲 - 磯江俊道・佐々木しげそ / 歌 - 小野正利

##### 各話リスト（テレビアニメ）
サブタイトルは殆ど原作ゲーム版のアルルートのサブタイトルから来ているが、第2話と第8話は移植版の主題歌、第10話はサウンドトラックの名称から来ている。
| 話数 | サブタイトル               | 脚本                | 絵コンテ          | 演出       | 作画監督                      | 放送日（WOWOW） | 放送日（AT-X） | 原作ゲーム該当話                                                                                         |
| ---- | -------------------------- | ------------------- | ----------------- | ---------- | ----------------------------- | --------------- | -------------- | --- |
| 1    | I AM PROVIDENCE            | 黒田洋介            | 酒井和男 増尾昭一 | 吉田英俊   | 橋本英樹・桜井正明 神本兼利   | 2006年5月18日   | 2008年3月2日   | 共通（アルルート、瑠璃ルート、ライカルート）第1話「I AM PROVIDENCE」前半                                 |
| 2    | EVIL SHINE                 | 中村浩二郎          | 増尾昭一          | 山内東生雄 | 橋本英樹・桜井正明            | 5月25日         | 3月9日         | 共通第1話「I AM PROVIDENCE」後半、第2話「THE OMEN」                                                      |
| 3    | REANINATOR                 | 中村浩二郎          | 酒井和男          | 鎌仲史陽   | 鈴木雄大・神本兼利 茂木信二郎 | 6月15日         | 3月16日        | 共通第5話「I，ROBOT」（第3話「TAKE ME HIGHER」、第4話「CHILD'S PLAY」は回想のみ）                        |
| 4    | THE INVADERS               | 中村浩二郎          | 大畑晃一          | 長尾粛     | 斎藤和也・美馬健二 青木美穂   | 6月22日         | 3月23日        | 共通第6話「THE INVADERS」                                                                                |
| 5    | THE SHADOW OVER INNSMOUTH  | 中村浩二郎          | 酒井和男          | 酒井和男   | 堀内修                        | 6月29日         | 3月30日        | アルルート第7話「THE SHADOW OVER INNSMOUTH」（第8話「THE THING THAT WALKED ON THE WIND」の出来事も含む） |
| 6    | QUO VADIS                  | 高山カツヒコ        | 吉田英俊          | 山内東生雄 | 立田眞一                      | 7月6日          | 4月6日         | アルルート第9話「QUO VADIS」                                                                             |
| 7    | BIG“C"                     | 高山カツヒコ        | 吉田英俊          | 鎌仲史陽   | 神本兼利・鈴木雄大            | 7月13日         | 4月13日        | アルルート第10話「BIG“C"」                                                                               |
| 8    | SHADOW IN THE DARK         | 高山カツヒコ        | 吉田英俊          | 山本天志   | 橋本英樹・新田靖成            | 7月20日         | 4月20日        | アルルート第11話「THE CROW」                                                                             |
| 9    | THE HUNT                   | 中村浩二郎 黒田洋介 | 大畑晃一          | 茅路散満   | 窪敏・清水智子                | 7月27日         | 4月27日        | アルルート第12話「THE HUNT」                                                                             |
| 10   | METALLIC WARCRY            | 中村浩二郎 黒田洋介 | もりたけし        | 酒井和男   | 堀内修                        | 8月3日          | 5月4日         | アルルート第13話「BLADE RUNNER」                                                                         |
| 11   | THE RETURN OF THE SORCERER | 中村浩二郎 黒田洋介 | 大畑晃一          | 山内東生雄 | 丸藤広貴                      | 8月10日         | 5月11日        | アルルート第14話「THE RETURN OF THE SORCERER」                                                           |
| 12   | STRANGE EONS               | 黒田洋介            | 増尾昭一          | 鎌仲史陽   | 橋本英樹                      | 8月17日         | 5月18日        | アルルート第15話（最終話）「STRANGE EONS」                                                               |

##### 放送局（テレビアニメ）
| 放送地域 | 放送局 | 放送期間                | 放送日時                            |
| -------- | ------ | ----------------------- | ----------------------------------- |
| 衛星放送 | WOWOW  | 2006年5月18日 - 8月17日 | 木曜 24:00 - 24:30                  |
| CS放送   | AT-X   | 2008年3月2日 - 5月18日  | 日曜 11:00 - 11:30 （リピートあり） |

| WOWOW 木曜24:00枠 | WOWOW 木曜24:00枠    | WOWOW 木曜24:00枠                             |
| 前番組            | 番組名               | 次番組                                        |
| ----------------- | -------------------- | --------------------------------------------- |
| かりん            | 機神咆吼デモンベイン | 護くんに女神の祝福を! （約1か月間の空きあり） |

#### DVD
ニトロプラスから通常版とDX版の2種類が販売された。全6巻で、各巻2話収録。2009年1月30日には角川アニメライブラリーBOXシリーズから全12話が収録されたDVD-BOXが販売された。本放送版と比べて第1話・第2話・第6話にエンディングテーマが挿入されたり、本編中に修正・追加・変更された部分がある。

#### OUROBOROS RONDO
全2巻。アニメDVD第1巻DX版およびDVD第5巻DX版に同梱された特典DVD。Nitro+自身が製作に関わっておりゲーム版を基にしたCGアニメとなっている。タイトルのOUROBOROS RONDO（ウロボロスロンド）とは、尾を飲み込む蛇の輪舞曲の意味。映像ではデモンベインとリベル・レギスが登場し、キャラクター（大十字九郎、アル・アジフ、マスターテリオン、エセルドレーダ、ナイア）は声のみの登場。

##### ストーリー（特典DVD）
大十字九郎とアル、マスターテリオンとエセルドレーダは幾度も時を越えて戦い続ける、無限に巡るウロボロスのように……。

##### スタッフ（特典DVD）
- 脚本 - 鋼屋ジン
- キャラクターデザイン・メカニックデザイン - Niθ
- ロゴデザイン - 宇地原良之
- 3DCGI - polygon bangcho
- 3Dグラフィック統括 - どいよしなお
- アートディレクション - 松田充博
- 3Dデザイン - 石井覚、石渡誠、麻生院静伽
- 音響製作 - HALF H･P STUDIO
- 音楽 - ZIZZ STUDIO
- コンテ・演出 - 上田繁
- 監督 - polygon bangcho

### 漫画
- 『斬魔大聖デモンベイン　コミックアンソロジー』（発行：ビブロス）

1. 2004年3月19日発売
2. 2004年8月26日発売

- 『スーパーコミック劇場 機神咆吼デモンベイン　第1集』（2004年11月26日発売 発行：スクウェア・エニックス）
- 『機神咆吼デモンベイン　コミックアラカルト』（2006年6月10日発売 著作：コンプティーク編集部、発行：角川書店）
- 『機神咆吼デモンベイン』全4巻（原作：ニトロプラス、シナリオ：種子島貴、漫画：たなか友基、発行：角川書店）

『月刊コンプティーク』にて連載された。全27話（第1巻は6話、第2巻以降は7話収録）。ストーリーは原作アルルートをベースに、途中でライカルートの要素を一部加えている。また、第1巻にはPS2版の制作現場を描いた特別編が掲載されている。
1. 2004年11月10日発売 ISBN 4-04-713667-0
2. 2005年7月9日発売 ISBN 4-04-713735-9
3. 2006年6月10日発売 ISBN 4-04-713767-7
4. 2006年10月10日発売 ISBN 4-04-713867-3

### 画集
- 斬魔大聖デモンベイン ビジュアルファンブック（2003年9月19日発売）
- 機神咆吼デモンベイン Pictures Stories -公式魔導書-（2004年7月15日発売）
- 斬魔大聖デモンベイン 原画集（2004年8月13日発売）
- 斬魔大聖デモンベイン コンセプトワークス（2004年8月13日発売）
- デモンベイン コンプリートイラストレーションズ（2006年8月24日発売）

### ドラマCD
- 「機神咆吼デモンベイン」ミニドラマCD volume-1～3（脚本：宮本夕生）
アニメイト限定。ゲームとは一味違うサイドストーリーとなっている。volume-3のみ通常版と限定版が用意されており、限定版はアル・アジフのフィギュアが付属している。
  1. 2004年8月27日発売
  2. 2004年10月29日発売
  3. 2004年12月24日発売
- テレビアニメーション「機神咆吼デモンベイン」ドラマCD　Vol.1～2
アニメ版の放送に併せて発売された作品で、出番がなかったメタトロン（ライカ）、Vol.2ではサンダルフォン（リューガ）も加わり、アニメスタッフに怒りをぶつけるなどの自虐ネタ等も扱っている。また、通常版とアニメイト限定版のジャケットが用意されており、通常版はTVアニメ版描き下ろしジャケットのジェネオン流通版、アニメイト限定版はNiθ描き下ろしジャケットになっており、通常版はアルとライカ（Vol.1ではシスターで水着姿、Vol.2ではメタトロンとしての素顔）、アニメイト限定版はVol.1は九郎、Vol.2はリューガ（背景にサンダルフォンがいる）になっている。他にも、収録されているおまけドラマやキャスト陣のコメント（通常版では女性キャスト、アニメイト限定版は男性キャスト）の内容が一部異なっている。
  1. 2006年7月21日発売
  2. 2006年8月25日発売

### サウンドトラック
- DEUS MACHINA DEMONBANE Original Sound Track
  - 発売元：ニトロプラス、販売元：ホビボックス
- 機神咆吼デモンベインオリジナルサウンドトラック
- テレビアニメーション「機神咆吼デモンベイン」サウンドトラック
  - アニメ版のサウンドトラック。

### カードゲーム
これらのほかに機神咆吼デモンベイン専用TCGがブロッコリーより販売された。
Dragon All Stars
富士見書房のトレーディングカードゲーム、ドラゴン☆オールスターズに参戦している。
収録エキスパンションは、どらぱれ。
ディープエンジェルカードコレクション
ブロッコリーのトレーディングカードゲーム、ディープエンジェルカードコレクションに参戦している。
収録エキスパンションは、ハイグレードエディション。
ChaosTCG
ブシロードのトレーディングカードゲーム、ChaosTCGに参戦している。
収録エキスパンションは、プロモーション専用配布。
Lycee
シルバーブリッツのトレーディングカードゲーム、Lyceeに参戦している。
収録エキスパンションは、Nitoroplus1.0など。

### 客演作品
ai sp@ce
オンラインゲーム。コラボレーションコスプレ「アル・アジフ」が登場し、キャンペーンも行われた。
ニトロ+ロワイヤル -ヒロインズデュエル-
2007年9月28日発売。アル・アジフがプレイアブルキャラクターとして登場する。
ニトロプラス ブラスターズ -ヒロインズ インフィニット デュエル-
2015年4月30日発売。アル・アジフがプレイアブルキャラクターとして登場する。
アナザーストーリーモードではデモンベイン本編に繋がるストーリーが展開され、時系列としては既に結婚している覇道兼定とオーガスタ・エイダ・覇道（旧姓はオーガスタ・エイダ・ダーレス）が名前だけで登場し、アルが契約者であるエドガーを喪失しアイオーンを所持していたため、外伝小説『軍神強襲』の後日譚となっている。
本編にも登場した魔導書「妖蛆の秘密（ようしゅのひみつ）」は、本作では魔術結社「蛇の巣」宗主で魔王ベルゼビュート第一の使徒である通称「妖蛆の王」ジョゼフ・カーウィンの魂が入っており、『凍京NECRO ＜トウキョウ・ネクロ＞ SUICIDE MISSION』のキャラクターである牙野原エチカに憑依したが、ヒロインたちに敗れた。しかし、魔導書に留まりながらも生存し、その後にエセルドレーダ（声のみの登場）に拾われた。そして、時を経てアンチクロスの一員であるティベリウスの手に渡ることになる。
スーパーロボット大戦UX
2013年3月14日発売。『スーパーロボット大戦シリーズ』初のニンテンドー3DS専用ソフトのクロスオーバーゲーム作品。
アニメ版名義での登場。本作はアニメ版では再現されなかった原作ゲーム版と小説版および続編の『機神飛翔』の要素が各所に登場している。隠し要素でマスターテリオンとエセルドレーダが自軍に加わる。クロスオーバー面では『HEROMAN』、『鉄のラインバレル（原作漫画版）』、『蒼穹のファフナー』、『リーンの翼』、『SDガンダム三国伝 BraveBattleWarriors』、『忍者戦士飛影』、『マジンカイザーSKL』、『獣装機攻ダンクーガノヴァ』と関わる。
また、本作では声優の変更が行われ、クラウディウス役はアニメ版で代役を務めた川上とも子が2011年に死去しているため、PS2版での今井由香が復帰登板している。同じく収録時点で既に担当声優が死去しているカリグラ役（郷里大輔（2010年に死去））は三宅健太が、担当声優が当時活動休止していたネロ / エンネア役（成瀬未亜）は柚原有里が代役を務めた。第2弾CMナレーションは九郎役の伊藤健太郎が担当している。
デモンベインのデザインはパッケージでは赤と青のカラーリングになっているが、ゲーム中ではアニメ版基準のデザインになっている。
スーパーロボット大戦X-Ω
PS2版名義での登場。2019年10月に期間限定イベント「地上の星々が紡ぐ叫びと祈り」が開催され、2020年7月には再び期間限定イベント「其れはまるでお伽噺の様に」が開催された。
デモンベインのデザインは『UX』のパッケージと同じく赤と青のカラーリングになっている。
凍京NECRO ＜トウキョウ・ネクロ＞ SUICIDE MISSION
主要キャラクターの4人（九郎、アル、ウェスト、エルザ）がイベントに出演する。当作に合わせてデザインが若干変更され、担当声優がPC版『斬魔大聖』名義で出演している。

### ストーリー付き設定資料集
斬魔大戰デモンベイン
鋼屋ジンが長年構想を温めていた、『斬魔大聖デモンベイン』『機神飛翔デモンベイン』の続編に位置する物語。